# Pietro Augusto Dacomo
Pietro Augusto Dacomo (Monticello d'Alba, 6 aprile 1921 – Cairo Montenotte, 16 aprile 1944) è stato un militare e partigiano italiano, Medaglia d'Oro al Valor Militare alla memoria.

## Biografia
Di profonde radici cattoliche, fin da giovane aveva svolto una intensa attività all'interno dell'Azione Cattolica. Dopo aver frequentato la Scuola centrale militare di alpinismo di Aosta, venne inquadrato nel 2º battaglione del 104º Reggimento Alpini della Divisione Cuneense; dopo l'Armistizio di Cassibile si gettò anima e corpo nell'organizzazione di bande armate partigiane.
Nel marzo del 1944, mentre si trovava in Val Casotto inquadrato nella formazione 1º Gruppo Divisioni Alpine di Enrico Martini, durante un rastrellamento viene catturato, sottoposto a tortura e fucilato assieme ad altri tre ufficiali, Innocenzo Contini, Domenico Quaranta e Ettore Ruocco.
Prima di morire sul muro della cella scrisse l'incipit del Pater noster e "Nella vita si giura una sola volta".

## Onorificenze
Sottotenente di cpl. degli Alpini Partigiano combattente